# Neil Webb
Neil John Webb (ur. 30 lipca 1963 w Reading) – piłkarz angielski grający na pozycji środkowego pomocnika.

## Kariera klubowa
Karierę piłkarską Webb rozpoczął w rodzinnym mieście Reading, w tamtejszym klubie Reading F.C. W 1979 roku został członkiem pierwszego zespołu, a w 1980 roku zadebiutował w rozgrywkach Division Three. W sezonie 1980/1981 zdobył swoją pierwszą bramkę w karierze i stał się najmłodszym strzelcem w historii zespołu Reading – liczył sobie wówczas 17 lat. W 1982 roku odszedł za 80 tysięcy funtów do Portsmouth F.C. i w 1983 roku awansował z Portsmouth z Division Three doDivision Two. W „The Pompeys” grał do końca sezonu 1984/1985.
W czerwcu 1985 roku Webb zmienił barwy klubowe i podpisał kontrakt z grającym w Division One, Nottingham Forest. Kosztował 250 tysięcy funtów, a w barwach nowego klubu zadebiutował 17 sierpnia w zremisowanym 1:1 wyjazdowym meczu z Luton Town, w którym zdobył jedynego gola dla swojej drużyny. W zespole prowadzonym przez menedżera Briana Clougha stał się podstawowym zawodnikiem, a w 1989 roku osiągnął z tym klubem jedyny sukces, gdy zdobył Puchar Ligi Angielskiej, dzięki zwycięstwu 3:1 w finale nad Luton.
W lipcu 1989 roku Webb przeszedł za półtora miliona funtów do Manchesteru United, prowadzonego przez menedżera Alexa Fergusona. 19 sierpnia rozegrał swój pierwszy mecz w zespole „Czerwonych Diabłów”, którzy pokonali 4:1 Arsenal F.C. i zdobył jedną z bramek dla nowej drużyny. Jednak po trzech tygodniach doznał kontuzji ścięgna Achillesa, która wyeliminowała go z gry aż do marca 1990 roku. Na koniec sezonu wystąpił w obu finałowych spotkaniach Pucharu Anglii, zwycięskich nad Oldhamem Athletic. W sezonie 1990/1991 Neil był już podstawowym zawodnikiem United i wywalczył Puchar Zdobywców Pucharów, jednak nie wystąpił w wygranym 2:1 finale z Barceloną. W 1992 roku zdobył Puchar Ligi, jednak na skutek kłótni z Fergusonem po sezonie odszedł z zespołu, dla którego rozegrał 75 ligowych meczów i zdobył 8 bramek.
23 listopada 1992 Webb wrócił do Nottingham Forest, jednak nie wygrał rywalizacji o miejsce w składzie ze Steve’em Stone’em i Norwegiem Larsem Bohinenem, a w 1993 roku spadł z Nottingham z Premiership. W 1994 roku został na krótko wypożyczony do Swindon Town, jednak po powrocie Forest do Premiership nie rozegrał dla tego klubu żadnego spotkania. W sierpniu 1996 odszedł do Grimsby Town, a następnie grał jeszcze w Aldershot Town i w 1997 roku zakończył piłkarską karierę. Po jej zakończeniu krótko był menedżerem amatorskich klubów Weymouth FC i Reading Town.
| Sezon   | Klub              | Kraj   | Rozgrywki      | Mecze | Bramki |
| ------- | ----------------- | ------ | -------------- | ----- | ------ |
| 1979/80 | Reading F.C.      | Anglia | Division Three | 5     | 0      |
| 1980/81 | Reading F.C.      | Anglia | Division Three | 27    | 7      |
| 1981/82 | Reading F.C.      | Anglia | Division Three | 40    | 15     |
| 1982/83 | Portsmouth F.C.   | Anglia | Division Three | 42    | 8      |
| 1983/84 | Portsmouth F.C.   | Anglia | Division Two   | 40    | 10     |
| 1984/85 | Portsmouth F.C.   | Anglia | Division Two   | 41    | 16     |
| 1985/86 | Nottingham Forest | Anglia | Division One   | 38    | 14     |
| 1986/87 | Nottingham Forest | Anglia | Division One   | 32    | 14     |
| 1987/88 | Nottingham Forest | Anglia | Division One   | 40    | 13     |
| 1988/89 | Nottingham Forest | Anglia | Division One   | 36    | 6      |
| 1989/90 | Manchester United | Anglia | Division One   | 11    | 2      |
| 1990/91 | Manchester United | Anglia | Division One   | 32    | 3      |
| 1991/92 | Manchester United | Anglia | Division One   | 31    | 3      |
| 1992/93 | Manchester United | Anglia | Division One   | 1     | 0      |
| 1992/93 | Nottingham Forest | Anglia | Premiership    | 9     | 0      |
| 1993/94 | Nottingham Forest | Anglia | Division One   | 21    | 3      |
| 1994/95 | Swindon Town      | Anglia | Division One   | 6     | 0      |
| 1995/96 | Nottingham Forest | Anglia | Premiership    | 0     | 0      |
| 1996/97 | Grimsby Town      | Anglia | Division One   | 4     | 0      |

## Kariera reprezentacyjna
W reprezentacji Anglii Webb zadebiutował 9 września 1987 roku w przegranym 1:3 towarzyskim spotkaniu z Republiką Federalną Niemiec. Rok później znalazł się w kadrze powołanej przez selekcjonera sira Bobby’ego Robsona do kadry na Euro 88 i rozegrał na nim dwa spotkania: z Irlandią (0:1) i ze Związkiem Radzieckim (1:3), jednak Anglicy nie wyszli z grupy. Z kolei w 1990 roku na Mundialu we Włoszech zajął 4. miejsce, ale pełnił rolę rezerwowego. Zagrał tylko w meczu o 3. miejsce z Włochami (1:2). W 1992 roku zaliczył swój ostatni reprezentacyjny turniej w karierze – Euro 92. Wystąpił na nim dwukrotnie – w meczach zakończonym bezbramkowym remisem z Danią i przegranym 1:2 ze Szwecją. Spotkanie ze Szwecją było jego ostatnim w kadrze narodowej, w której rozegrał łącznie 26 spotkań i zdobył 4 gole. W swojej karierze grał także w młodzieżowej kadrze U-21 oraz w reprezentacji Anglii B.